# Enyaliopsis obuncus
Enyaliopsis obuncus is een rechtvleugelig insect uit de familie sabelsprinkhanen (Tettigoniidae). De wetenschappelijke naam van deze soort is voor het eerst geldig gepubliceerd in 1882 door Bolívar.